# Castello di Hachigata
Il castello di Hachigata (鉢形城?, Hachigata-jō) era un castello giapponese situato a Yorii, nella prefettura di Saitama, Giappone.

## Storia
Il castello di Hachigata sorgeva su un'altura nei pressi di Yorii e venne fatto costruire da Kageharu Nagao. Venne assediato nel 1568  e 
1590 e poi definitivamente distrutto durante l'Epoca Edo.